# Mathias Franzén
Mathias Franzén, švedski rokometaš, * 22. februar 1975, Vreta Kloster.
Leta 2000 je na poletnih olimpijskih igrah v Sydneyju v sestavi švedske reprezentance osvojil srebrno olimpijsko medaljo.